# Gustaf Bonde
Gustaf Bonde il Vecchio, (Pargas, 1º febbraio 1620 – Amburgo, 25 maggio 1667) è stato un politico svedese, fermo sostenitore di una politica pacifista in un momento in cui la guerra, alla minima provocazione, era la parola d'ordine di ogni politico svedese.

## Biografia
Anche l'avventura polacca - quella che divenne la Seconda guerra del nord - di Carlo X vide l'estrema opposizione di Bonde, anche se una volta presa la decisione assistette il re nel trovare i mezzi per portarla avanti. Fu anche a favore di un'economia di rigore abbinata al recupero dei domini reali che erano caduti nelle mani dei nobili, anche se la sua predilezione naturale per i suoi colleghi nobili si evidenziò abbastanza chiaramente quando, nel 1655, fu nominato membro della Commissione di recupero delle terre. Nel 1660 succedette a Herman Fleming come signore gran tesoriere e fece parte del consiglio di reggenza nominato per governare la Svezia durante la minore età di Carlo XI.
Nel 1661 presentò al Riksråd un piano che mirava a rendere la Svezia del tutto indipendente dai sussidi stranieri, per mezzo di una politica di pace, lo sviluppo dell'economia e del commercio, e un ulteriore recupero dei beni alienati. Il suo bilancio per l'anno successivo, improntato sugli stessi principi, servì in seguito come guida preziosa a Carlo XI. La tenacia straordinaria di Bonde, gli permise, per alcuni anni, di realizzare il suo programma, nonostante l'opposizione della maggioranza del Senato e dei suoi co-reggenti, che preferivano i metodi più avventurosi del cancelliere Magnus Gabriel De la Gardie, in ultima analisi, rovinosi per la Svezia. Ma l'ambizione degli oligarchi, e la paura e la gelosia di innumerevoli monopolisti, che si levarono in armi contro la sua politica economica, si rivelarono alla fine troppo forti per Bonde, mentre la costosa e inutile spedizione contro Brema nel 1665, iniziata contro il suo parere, portò completamente alla rovina le finanze del Paese. Nei suoi ultimi anni, i poteri di Bonde e la sua resistenza si andarono indebolendo a causa della malattia e della mortificazione per il trionfo della stravaganza sconsiderata, e praticamente si ritirò dal governo qualche tempo prima della sua morte.